# Ruth England
Ruth England (nascida em Inkberrow, Worcestershire, em 29 de março de 1970) é uma britânica jornalista e atriz. Atualmente trabalha com o marido, Mykel Hawke, ex-oficial das Forças Especiais, na série de sobrevivência Casal Selvagem. Formada pela Universidade de Westminster, Ruth trabalhou para a BBC, CNBC, ITV e Fox.

## Trabalhos
- Jailbreak (co-apresentadora) 2000
- Wish You Were Here... ? (apresentadora) 2001-2003
- Wish You Were Here Today (apresentadora) 2005
- Bootsale Treasure Hunt (apresentadora)
- Five News (jornalista)
- The Big Breakfast (repórter)
- World's Most Extreme Homes
- Sky High - 2007
- Squawk Box - 2008
- BBC1 Primetime Inside Out - 2009